# Edvard-prisen
Ej att förväxla med det svenska Edvardpriset.
Edvard-prisen är ett pris inom norsk musik som delas ut av TONO, upphovsrättsorganisation för musiker och kompositörer. Priset, som delats ut varje år sedan 1998, kan bara tilldelas medlemmar i organisationen. Målet är att stärka musiklivet och öka uppmärksamheten runt norska kompositörer, textförfattare och deras verk. Priset ersätter Årets verk, en utmärkelse som delades ut mellan 1965 och 1996. Pristagare i varje kategori erhåller 50 000 norska kronor, EDVARD-trofén (designad av Bruno Oldani) och ett diplom. Priset är namngivet efter den norske kompositören Edvard Grieg.
Antalet priskategorier har varierat genom åren. Från och med 2007 delas priset ut i klasserna:
- Nutida musik (norska: samtidsmusikk)
- Populärmusik
- Öppen klass
- Textpris

## Pristagare

### 2014
- Nutida musik: Magnar Åm för
- Populärmusik: Gabrielle Leithaugför
- Text till musik: Stein Torleif Bjella för
- Öppen klass: Christian Blom för
- Utmanaren: Hilde Marie Kjersem för

### 2013
- Nutida musik: Jan Erik Mikalsen för Parts II For Orchestra
- Populärmusik: Peder Losnegård (LidoLido) för Pretty Girls And Grey Sweaters
- Text till musik: Ragnar Olsen för Querini – En Opera Fra Røst
- Öppen klass: Helge Sunde och  Ensemble Denada för Windfall[1]

### 2012
- Nutida musik: Ørjan Matre för Inside Out - concerto for clarinet and orchestra
- Populärmusik: Maria Mena för Viktoria [2]
- Text till musik: Lars Vaular för Du betyr meg
- Öppen klass: Kjell Samkopf för Burragorangian Stones

### 2011
- Nutida musik: Ketil Hvoslef för Octopus Rex[3]
- Populärmusik: Susanne Sundfør för The Brothel[4]
- Text till musik: Vigdis Hjorth för The Libretto of Med kniven på strupen[5]
- Öppen klass: Johan Sara Jr. för Transmission - Rievdadus[6][7]

### 2010
- Nutida musik: Klaus Sandvik för Prime Preparation[8][9]
- Populärmusik: Bent Sæther/Hans Magnus Ryan (Motorpsycho) för Child of the Future[10]
- Text till musik: Kari Bremnes för The album Ly[11]
- Öppen klass: Nils Petter Molvær för The album Hamada[12]

### 2009
Inget pris delades ut

### 2008
- Nutida musik: Rolf Wallin för Strange News
- Populärmusik: Anne Grete Preus för albumet Om igjen for første gang
- Text till musik: Arne Moslåtten för albumet Spissrotgang
- Öppen klass: Alfred Janson för En bibelhistorie för en skådespelare och 15 musiker

### 2007
- Nutida musik: Asbjørn Schaathun för Double Portrait – för violin, stor ensemble och live-elektronik
- Populärmusik: Gaute Storaas för Musiken till barnfilmen och TV-serien Elias
- Text till musik:  Bjørn Eidsvåg för ”Floden” från cd:n Nåde
- Öppen klass: Terje Isungset för albumet Igloo

### 2006
- Nutida musik: Arne Nordheim för  FONOS
- Populärmusik: Kjartan Kristiansen för Enhjørning
- Öppen klass: Gisle Kverndokk för Den fjerde nattevakt

### 2005
- Populärmusik: Martin Hagfors, Lars Horntveth och Martin Horntveth för Tolerate
- Nutida musik: Ragnhild Berstad för Recludo
- Traditionsmusik: Jorun Marie Kvernberg för Då kom du
- Musik till annan konstart: Sverre Indris Joner för Tanghost
- Kyrkomusik: Jan Gunnar Hoff för Meditatus

### 2004
- Populärmusik: Even Johansen för The Day We Left Town
- Nutida musik: Lars Petter Hagen för Passage – silence and light triptych
- Musik till annan konstart: Åsmund Feidje för Keiser og galileer
- Vokalmusik: Torbjørn Dyrud för Lovesongs
- Text till musik: Erik Bye för Men når regnet en gang kommer
- Elektroakustisk, elektronik och installation: Natasha Barrett för Agora
- Öppen klass: Maja Solveig Kjelstrup Ratkje för No Title Performance and Sparkling Water

### 2003
- Musik för blåsare: Knut Vaage för Graffiti
- Nutida musik: Lasse Thoresen för Løp, lokk og linjer
- Populärmusik: Thomas Dybdahl för All's Not Lost
- Musik i gränsland: Sinikka Langeland för Runoja
- Text till musik: Kjartan Fløgstad för Slak line

### 2002
- Populärmusik – rock: Janove Ottesen och Geir Zahl för Ompa til du dør
- Populärmusik – mindre verk: Kari Iveland och Hilde Heltberg för Med tiden
- Text till musik: Esben Selvig och Aslak Rakli Hartberg för Nattens sønner
- Musikpedagogiskt verk: Bertil Palmar Johansen för Tors Hammer
- Nutida musik: Nils Henrik Asheim för Chase
- Musikdramatik: Roger Ludvigsen för Ayra-Leena

### 2001
- Populärmusik – öppen klass: Lars A. Sandness och Jørgen Nordeng för Nord og ned
- Populärmusik – mindre verk: Odd Nordstoga för Bie på deg
- Musik till annan konstart: Geir Bøhren och Bent Åserud för 4 høytider
- Text till musik: Paal-Helge Haugen för The Maid of Norway
- Nutida musik, stor besättning: Ragnhild Berstad för Emutatio
- Nutida musik, liten besättning: Sven Lyder Kahrs för Ein Hauch um nichts

### 2000
- Populärmusik – större verk: Jon Balke för Solarized
- Populärmusik – mindre verk: K. Asbjørnsen, Ø. Brandtsegg och T. Dahl för Silent
- Nutida musik – mindre verk: Jon Øivind Ness för The Dangerous kitten
- Nutida musik – större verk: John Persen för Over kors og krone
- Musik till annan konstart: Henrik Hellstenius för Sera
- Text till musik: Øystein Sunde för ‘‘Folk til slikt’‘

### 1999
- Populärmusik – mindre verk: Jørn Christensen för Velvet Days
- Populärmusik – större verk: Mikhail "Misha" Alperin för Night Moods
- Nutida musik – mindre verk: Maja S. Ratkje för Waves II b
- Nutida musik – större verk: Olav Anton Thommessen för BULLseye (violinkonsert)
- Musik till annan konstart: Åsmund Feidje för Jobs bok
- Juryns specialpris 1999: Egil Monn-Iversen

### 1998
- Populärmusik – mindre verk: Jan Eggum för På'an igjen
- Populärmusik – större verk: Karl Seglem och Reidar Skår för TYA
- Musik till annan konstart: Kjetil Bjerkestrand och Magne Furuholmen för Hotel Oslo
- Text till musik: Odd Børretzen för Vintersang
- Nutida musik – mindre verk: John Persen för Arvesøl
- Nutida musik – större verk: Jon Øyvind Ness för Cascading Ordure
- Juryns specialpris 1998: Knut Nystedt